# 欧尔戈瓦尼
欧尔戈瓦尼，是匈牙利南部巴奇-基什孔州所辖的一个村，总面积99.19平方公里，总人口3511，人口密度35人/平方公里（2002年）。地理坐标为46°45′N 19°28′E。